# 費利蒙聯合學區
費利蒙聯合學區（Fremont Unified School District, FUSD）是加利福尼亚州的学区，总部在费利蒙。 FUSD有42个学校（29个小学,5个初中,5个高中,Mission Valley ROP,Robertson Continuation High School和Fremont Adult and Continuing Education （FACE）。 FUSD有約32,000个学生和3,000个员工。